# Alan Arario
Alan Cristian Arario (Buenos Aires, 1 de abril de 1995), conhecido por Alan Arario, é um futebolista argentino que joga como atacante. Atualmente joga pelo Vélez Sársfield.

## Carreira
Arario começou a sua carreira nas categorias de base do River Plate. Transferiu-se para a base do Roma, da Itália, em 2014. No ano seguinte, acertou com o Vélez Sársfield. Ficou pela primeira vez no banco de reservas de uma partida profissional em 13 de fevereiro de 2015, na vitória por 2 a o sobre o Aldosivi.